# Castellet d'en Nadal
El Castellet de Nadal o Castillo de Nadal del que en la actualidad tan solo quedan unos pocos restos, era un castillo que se encontraba ubicado en el término municipal de Castellón de la Plana, en la comarca de la Plana Alta, de la provincia de Castellón.
A lo largo del tiempo  los usos del castillo han sido muchos y muy variados, destacando desde luego los de carácter militar y defensivo.
Como todo castillo está catalogado, por declaración genérica, como Bien de Interés Cultural, pese a no contar en 2014 ni de anotación ministerial, ni de expediente. Pese a ello tiene un número de código: 12.05.040-015, tal y como queda reflejado en la Dirección General de Patrimonio Artístico de la Generalidad Valenciana.